# Харардере
Харардере (сомал. Xarardheere) — исторический город в Сомали, расположен в провинции Мудуг автономной области Галмудуг. Является столицей Харардхерского района.

## История
На протяжении большей части своей истории город был под властью сомалийских султанатов, таких как имамат Аджуран и имамат Хирааб, который управлял городом с XIII века. После обретения Сомали независимости город развивался и породил многих видных сомалийских политиков, военных и чиновников.
С 2012 года город контролируется связанной с Аль-Каидой террористической группой Аш-Шабаб. В 2018 году американский авиаудар убил 60 бойцов Аш-Шабааб в тренировочном лагере, который располагался в сельской местности за пределами города.

## Демография
По состоянию на 2005 год население города составляло 65543 человек. Как и большая часть Галмудуга, он населён в основном сомалийцами из подклана Хирааб, клана Хавье.

## Известные жители
- Шермарк, Абдирашид Али, второй президент Сомали

- Хирси, Дауд Абдулле, первый командующий вооруженными силами Сомали

- Мусе, Мохамед Абшир[англ.], первый командующий полицией Сомали

- Кедийе, Салаад Габейре, бывший старший командующий вооруженными силами Сомали

- Джимале, Ахмед Мохамед[англ.], бывший начальник штаба Национальной Армии Сомали